# KYE Systems
A Genius a tajvani KYE Systems Corp. márkaneve, amely alatt számítógépes kiegészítőket (hangszórók, egerek, billentyűzetek, webkamerák stb.) gyárt. A cég többek között olyan nagyvállalatok számára is gyárt eszközöket, mint a HP vagy a Microsoft. 1983-ban alapította James Jwo és Albert Chen. 40.000 dollár alaptőkével alapították. James Jwo szerint "kevés pénzünk és kevés kapcsolatunk volt". A cég 1984-ben kezdett egereket gyártani.:1 1985-ben vezették be a Genius márkanevet, amely népszerű lett az 1980-as években az USA-ban. 1986-ban megalapították amerikai leányvállalatukat, KYE International Corporation néven.:289:290 1990-ben felvásárolták a Mouse Systems céget. Az 1990-es években tovább terjeszkedtek, leányvállalatokat alapítottak az Egyesült Királyságban, Németországban és Hong Kongban.:290
Nevükhöz fűződik a görgővel rendelkező egér feltalálása; 1997-ben adták ki az első ilyen egeret Genius EasyScroll néven. A cég legalább 2009-ig rendelkezett az ilyen jellegű találmány jogával az Egyesült Államokban.

## Fordítás
Ez a szócikk részben vagy egészben  a   KYE Systems című angol Wikipédia-szócikk fordításán alapul.  Az eredeti cikk szerkesztőit annak laptörténete sorolja fel. Ez a jelzés csupán a megfogalmazás eredetét és a szerzői jogokat jelzi, nem szolgál a cikkben szereplő információk forrásmegjelöléseként.